# Вороньківська волость (Козелецький повіт)
Вороньківська волость — історична адміністративно-територіальна одиниця Козелецького повіту Чернігівської губернії з центром у селі Вороньки.
Станом на 1885 рік складалася з 3 поселень, 10 сільських громад. Населення — 6683 осіб (3285 чоловічої статі та 3398 — жіночої), 1223 дворових господарства.
|                     | Площа, десятин | У тому числі орної, дес. |
| ------------------- | -------------- | ------------------------ |
| Сільських громад    | 6861           | 5910                     |
| Приватної власності | 8746           | 5286                     |
| Іншої власності     | —              | —                        |
| Загалом             | 15607          | 11196                    |

Основні поселення волості:
- Вороньки — колишнє власницьке містечко при річці Супій за 50 верст від повітового міста, 2150 осіб, 412 дворів, православна церква, школа, 4 постоялих будинки, винокурний завод.
- Веприк — колишнє державне та власницьке село при річці Супій, 2143 особи, 395 дворів, православна церква, постоялий будинок.
- Пустотин — колишній власницький хутір, 818 осіб, 129 дворів, постоялий будинок.
- Свидовець — колишнє державне та власницьке село при річці Супій, 1462 особи, 267 дворів, православна церква, каплиця, 3 постоялих будинки.

1899 року у волості налічувалось 9 сільських громад, населення зросло до 10441 особи (5724 чоловічої статі та 5715 — жіночої).